# Castle Romeo

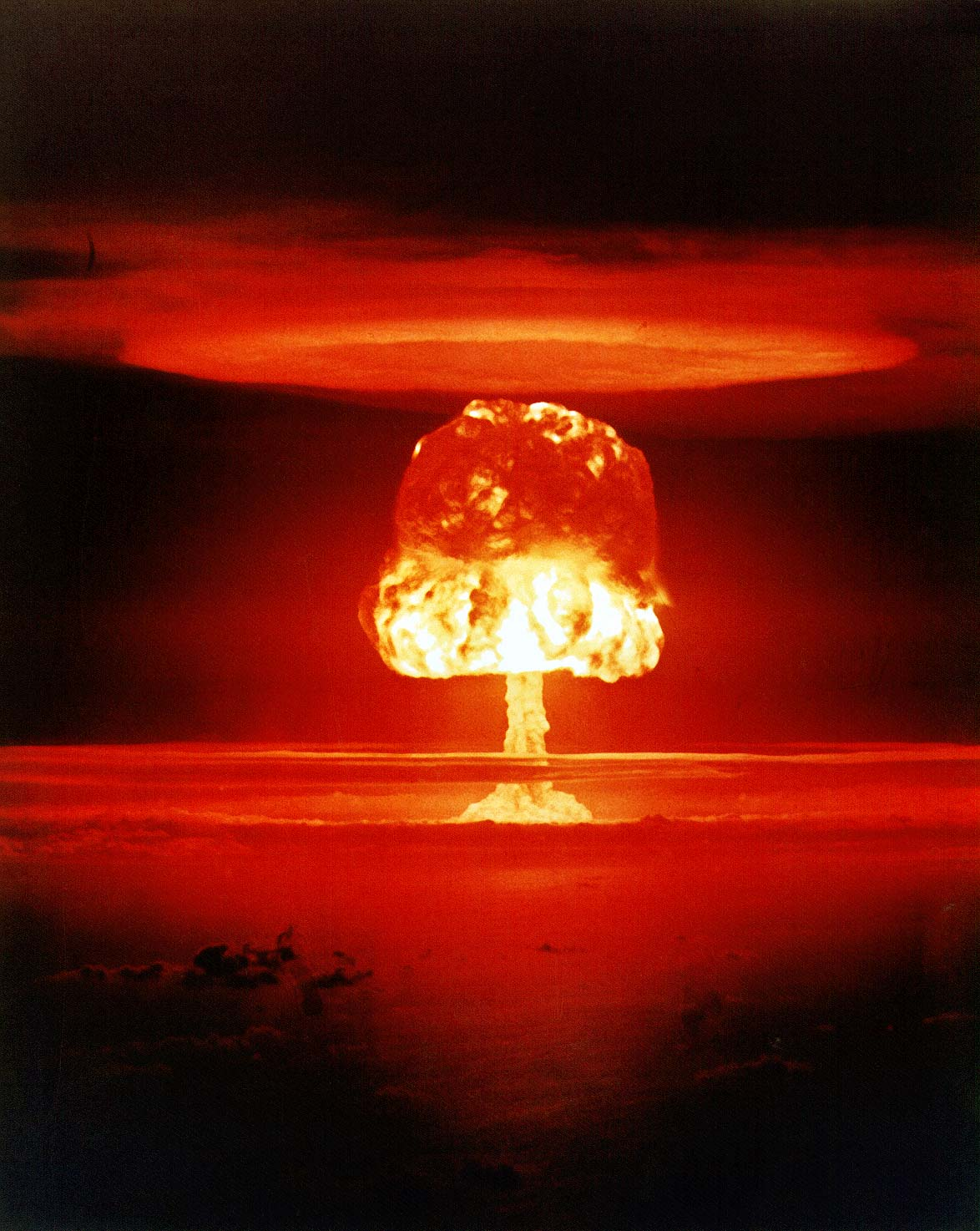
Svampmoln från Castle Romeo.

Castle Romeo var kodnamn för en av provsprängningarna i Operation Castle, en serie amerikanska kärnvapenprovsprängningar. USA provsprängde en ny sorts kärnvapen, en vätebomb. Sprängningen skedde över Bikiniatollen den 27 mars 1954 och hade en sprängverkan på 11 Mt.